# Киним
«Киним», также «Кинним» (др.-евр. קנים‬, qinim — «гнёзда») — трактат Мишны, последний в разделе «Кодашим» («Святыни»). Трактат разбирает различные случаи, которые могут возникнуть при смешении птиц, приготовленных для жертвоприношений. Этот трактат является самым коротким в Талмуде и по форме напоминает сборник математических задач.

## Предмет рассмотрения
Моисеев закон в ряде случаев требует принести в жертву пару птиц (горлиц или молодых голубей), при этом одна из них приносится в жертву за грех, а другая — во всесожжение. Это предписывается для ритуального очищения:
- бедняка, поражённого проказой (Лев. 14:22 и далее);
- лиц, исцелившихся от болезненного истечения (Лев. 15:14, 29);
- женщин, разрешившихся от бремени (Лев. 12:8)[1].

Помимо этого, такая же пара птиц приносится бедняком при совершении определённых грехов (Лев. 5:7). Кроме того, возможны и добровольные жертвы всесожжения из горлиц или голубей (Лев. 1:14).
Смешение святынь, не различимых внешне, но предназначенных для разных целей представляет собой с точки зрения религиозного закона серьёзную проблему, так как менять предназначение святынь запрещено. Такие случаи применительно к жертвенному скоту, жертвенной крови и т. п. рассматриваются преимущественно в 8-й главе трактата «Зевахим». Смешение жертвенных птиц при этом, ввиду сложности материала, разбирается в отдельном трактате «Киним». Связано это с тем, что птицы покупались обычно парой, в одной клетке («гнезде», по выражению трактата), и птицы из этой клетки с момента их покупки предназначались в жертву по двум разным ритуалам. Выводы, следующие из логического развития предположения о том, что птицы из разных клеток перемешались, требуют для своего разрешения довольно сложного математического аппарата, предвосхищающего методы дискретной математики, в частности, с применением принципа Дирихле.

## Содержание
Трактат «Киним» состоит из 3 глав и 14 параграфов. Как и многие другие трактаты, он заканчивается материалом агадического характера.
Трактат начинается с изложения общих принципов: ритуалы принесения всесожжения и жертвы за грех различаются, поэтому птица, предназначенная для одного из видов жертвоприношения, не может быть принесена по ритуалу другого. При этом предназначение птиц из каждой пары обуславливается взаимно: первую из них можно принести в качестве любой из двух видов жертв, а вторую - обязательно в жертву противоположного вида. Когда в одной клетке имеется несколько пар птиц вместе, принцип тот же: каждую птицу можно брать для любого вида жертвоприношения, но с условием, чтобы в итоге эти птицы разделились строго пополам. Далее, исходя из этих принципов рассматриваются различные варианты смешения жертвенных птиц, от простых к более сложным. Например: если птица, предназначенная для всесожжения, смешалась с одной или несколькими парами (например, тремя), то из этой клетки птиц можно брать только во всесожжение, и только в количестве первоначально имевшихся пар (в данном примере - не более трёх, так как относительно четвёртой птицы будет сомнение - не является ли она парой к одной из уже взятых). Завершается трактат парадоксальным случаем, когда для исправления ошибки при жертвоприношении приходится брать больше птиц, чем было принесено изначально (семь вместо четырёх). В связи с этим
Рабби Иошуа припоминает старую загадку: «кто при жизни обладает одним голосом, а после смерти - семью» (ответ на загадку - баран, так как его рога, кожа, берцовые кости и кишки употребляются на выделку разных музыкальных инструментов); а рабби Симон бен-Акашья, также по ассоциации приводит сентенцию: «Глупость невежд растёт с годами, разум же учёных делается яснее и крепче», которая и завершает трактат.